# Carolina Reaper

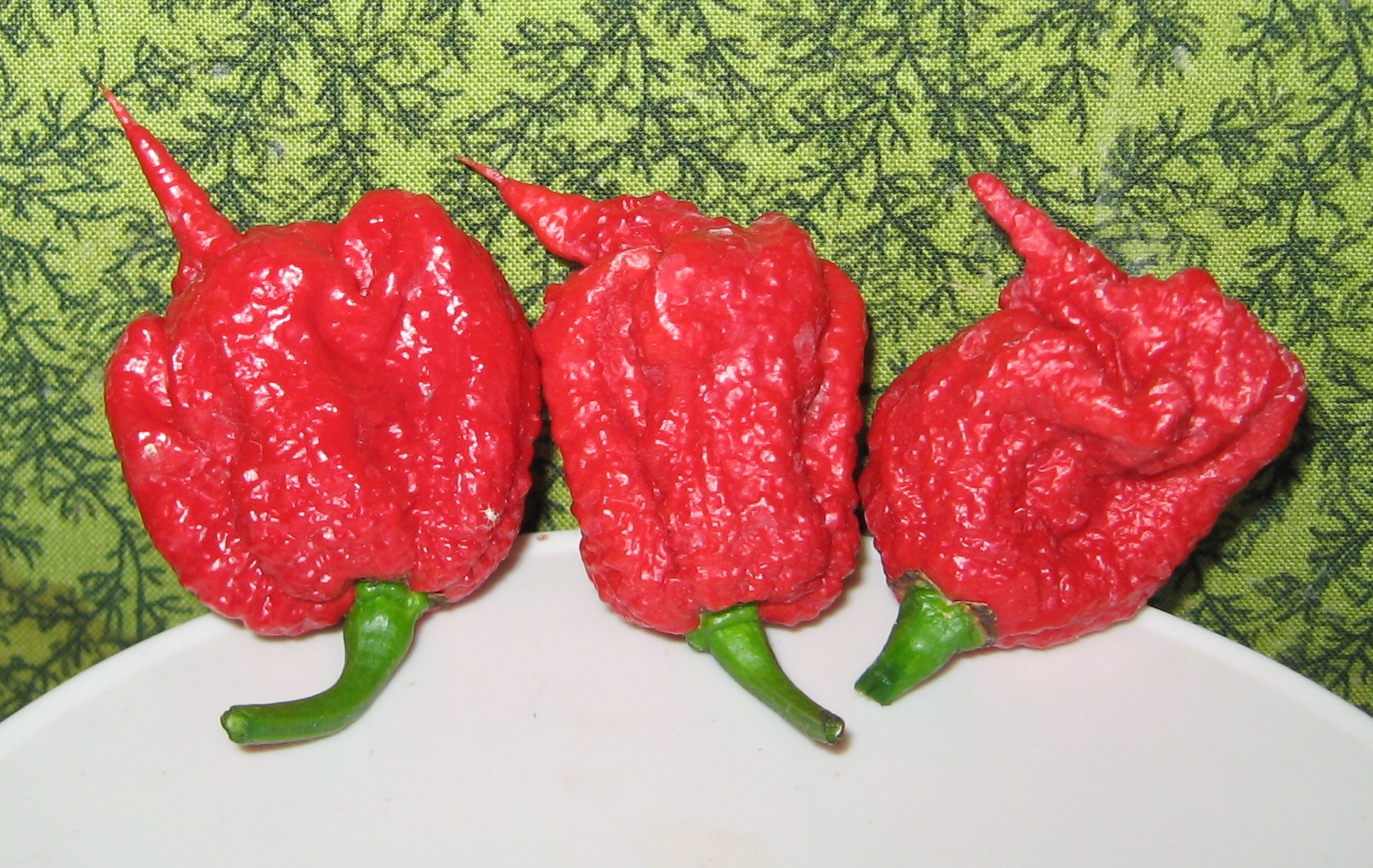
Carolina Reaper

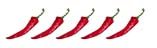
Pálivost mezi 1 150 000 až 2 200 000 SHU

Carolina Reaper je hybridní chilli paprička druhu paprika čínská (Capsicum chinense), kterou v roce 2012 vypěstoval Ed Currie ve městě Rock Hill v Jižní Karolíně pod původním označením HP22B. Tento hybrid vznikl křížením papričky Bhut Jolokia (až do roku 2007 nejpálivější papričky světa) a červené papričky habanero.
V roce 2013 byla Carolina Reaper zapsána do Guinnessovy knihy rekordů jako nejpálivější paprička na světě. Podle testů, které provedli studenti jihokarolínské Winthropovy univerzity, může  na Scovilleově stupnici dosáhnout až 2 200 000 stupňů pálivosti (SHU). Odsunula tak dosavadní rekordmanku v pálivosti papričku Trinidad Moruga Scorpion na druhé místo.
23. srpna 2023 byla dle Guinnessovy knihy rekordů pálivost této papričky překonána papričkou Pepper X, jež dosahuje až 2 693 000 stupňů pálivosti (SHU).